# Claus Koch
Claus Koch ( 1950 ) es un botánico, y algólogo alemán.

## Algunas publicaciones

### Libros
- hanne Kaas, peter milan Petersen, claus Koch, jacob Larsen. 1985. The ecology of Danish soil inhabiting Pezizales with emphasis on edaphic conditions. Partes 1-3 de Algal Studies of the Danish Wadden Sea. 38 pp. ISBN 87-88702-05-7

- ----, claus Koch, jacob Larsen. 1985. Algal studies of the Danish Wadden Sea. 1-3. Ed. Council for Nordic Publications in Botany. 61 pp.

- tyge Christensen, claus Koch, helge abildhauge Thomsen. 1985. Distribution of algae in Danish salt and brackish waters. Ed. Institut for Sporeplanter. 64 pp. ISBN 87-981980-0-9

- La abreviatura «C.Koch» se emplea para indicar a Claus Koch como autoridad en la descripción y clasificación científica de los vegetales.[1]